# Columba elphinstonii
Columba elphinstonii sau porumbelul din Nilgiri este un porumbel mare care se găsește în pădurile umede de foioase de-a lungul lanțului muntos Gații de Vest și în special în Munții Nilgiri din sud-vestul Indiei.

## Sistematică
Specia a fost descrisă oficial de naturalistul britanic William Henry Sykes în 1832. Porumbelul din Nilgiri face parte din genul Columba, un porumbel de mărime medie spre mare. Specia este apropiată din punct de vedere evolutiv de Columba torringtoni și de Columba pulchricollis, care formează o cladă bazală în cadrul genului Columba din lumea veche. Epitetul specific elphinstonii îl comemorează pe Mountstuart Elphinstone (1779–1859), un înalt funcționar al Companiei Indiilor Orientale și ulterior diplomat britanic la diferite curți princiare indiene. A fost guvernator britanic al Bombayului între 1819 și 1827. I s-a oferit funcția de guvernator general și vicerege al Indiei de două ori după 1827, dar a fost nevoit să renunțe la această funcție de ambele dăți din motive de sănătate.

## Galerie

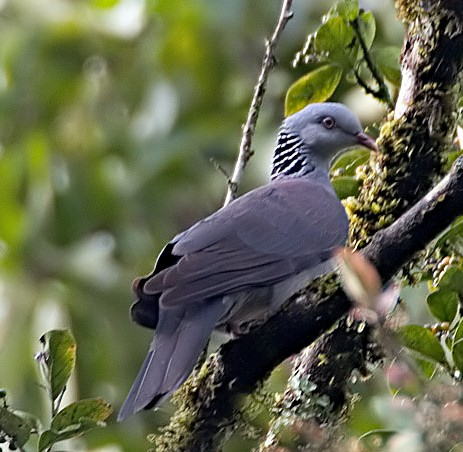
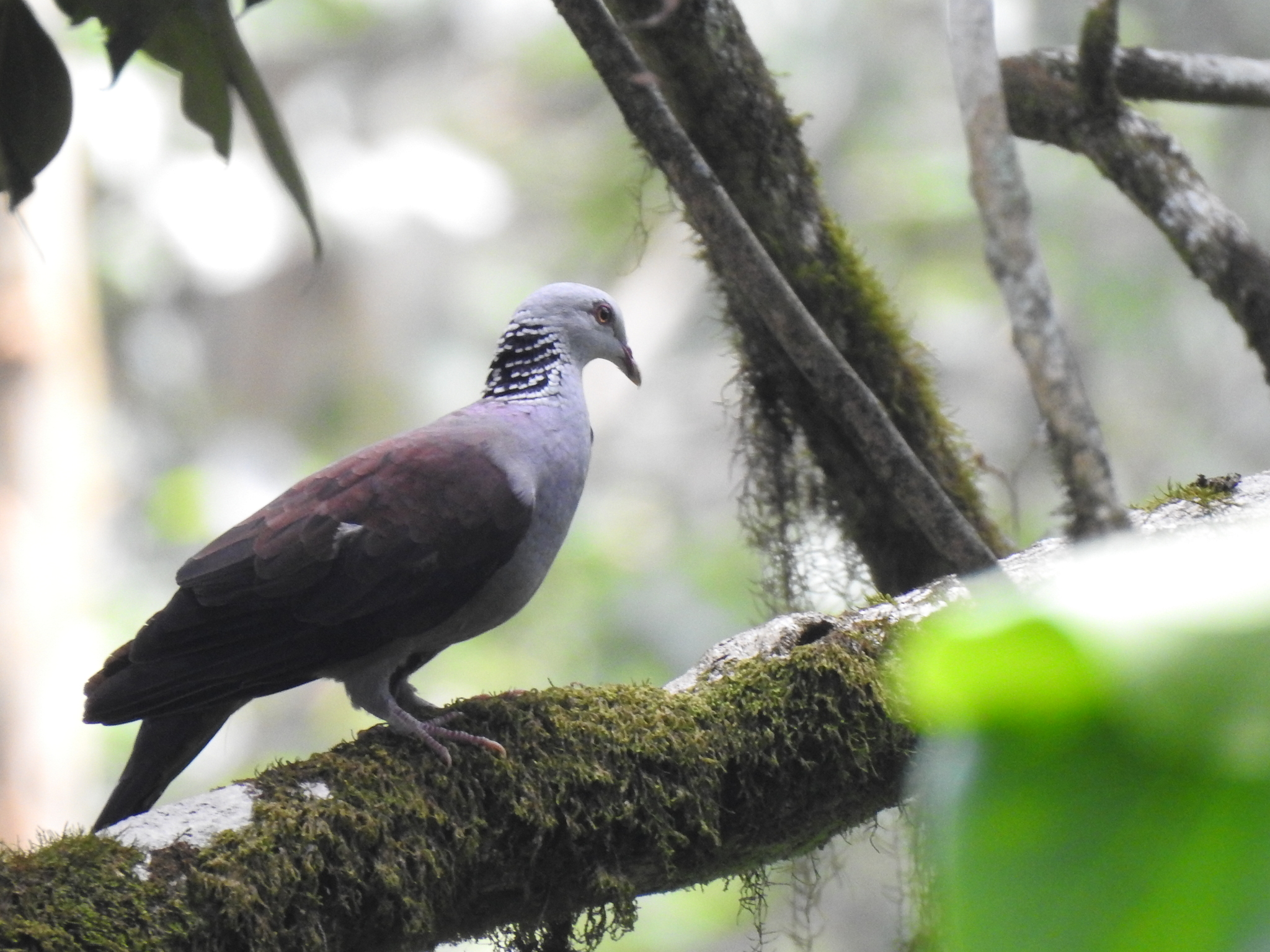
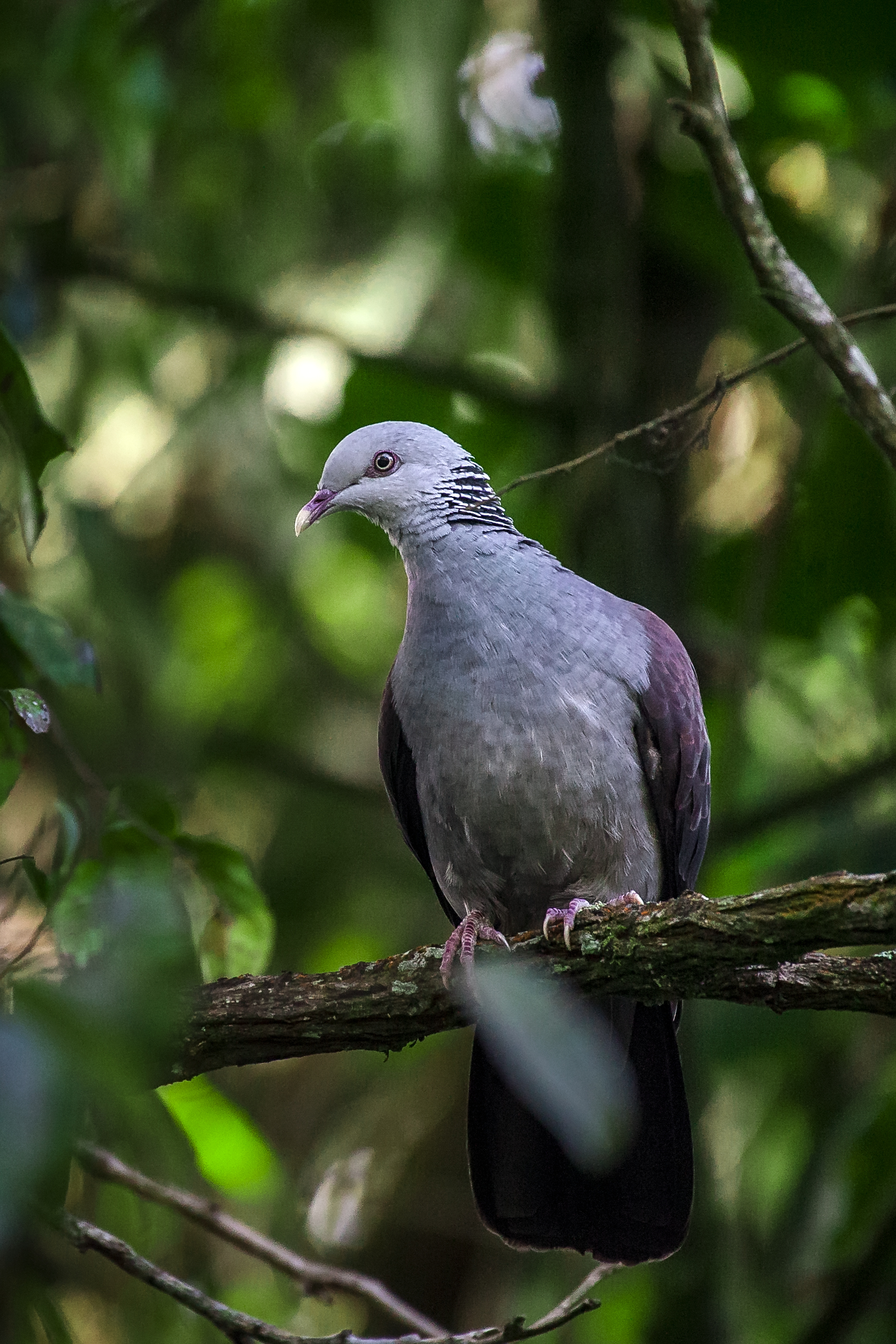
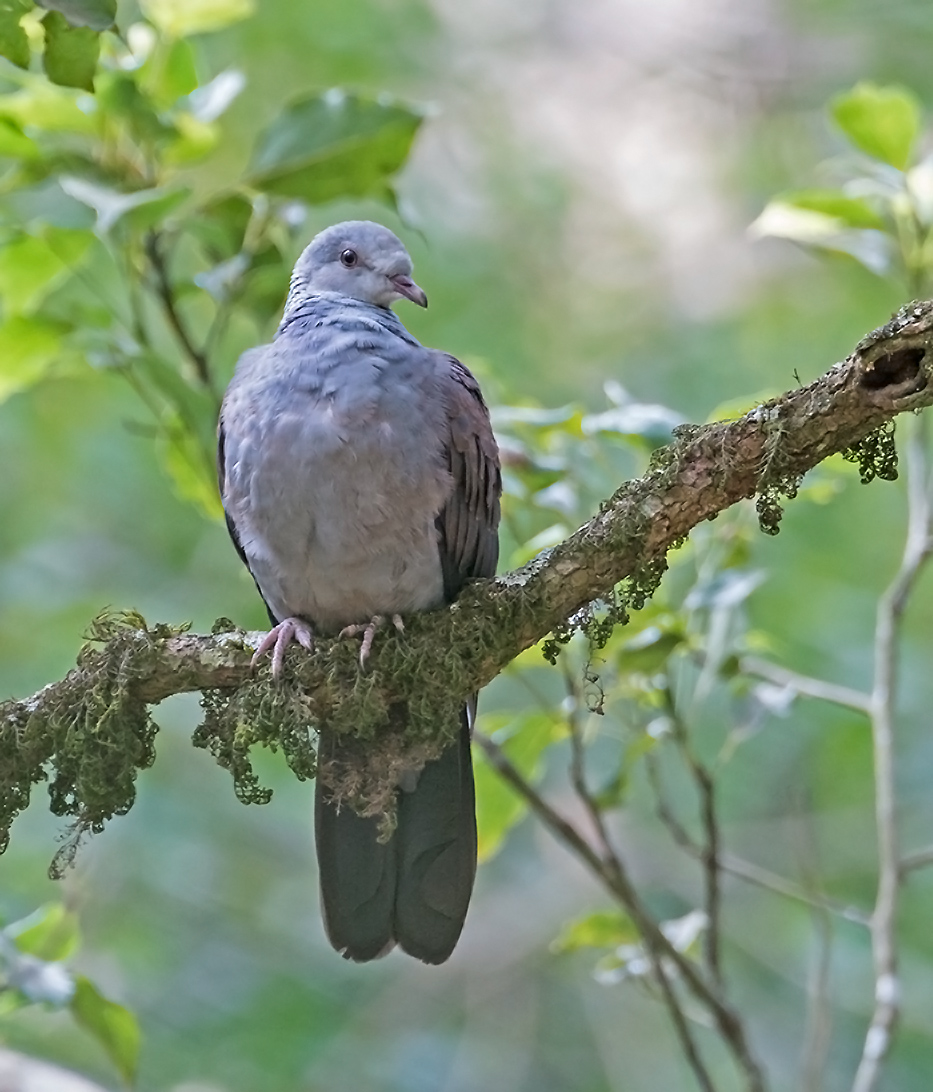
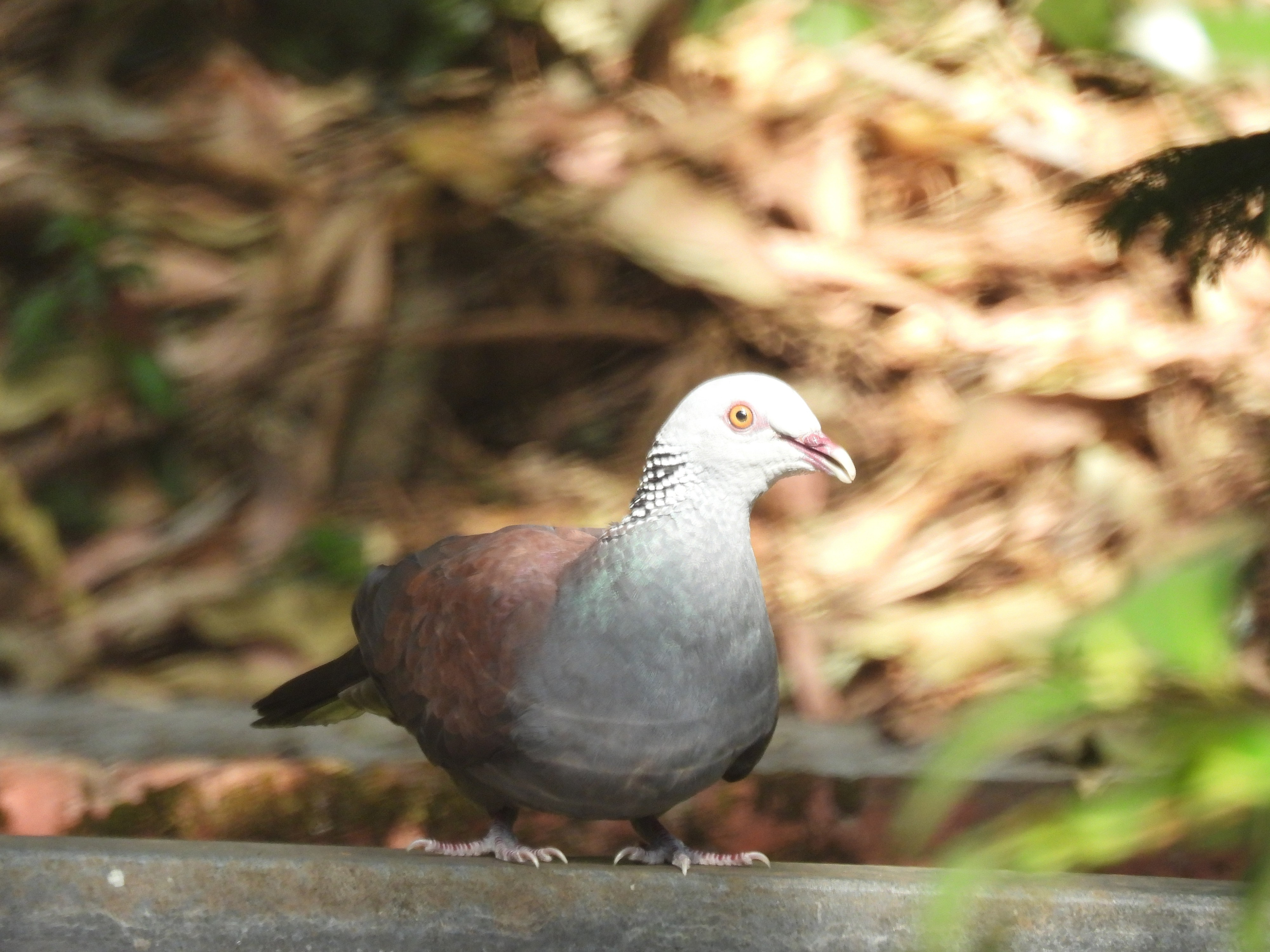